# Islam en Suisse
Selon l'Office fédéral de la statistique il y avait en 2011 près de 321 000 musulmans de plus de 15 ans habitant en Suisse, soit 4,9 % de la population. C'est, en nombre, la troisième dénomination du pays après le catholicisme (37,4 %) et le protestantisme (27,8 %). Au niveau cantonal, l'islam ne bénéficie pas de la collecte de l'impôt ecclésiastique.
La majorité des musulmans de Suisse sont de confession sunnite, mais l'on trouve également des chiites, alévis et ismaéliens : l'actuel Aga Khan est né et vit à Genève.

## Origine

### Immigration
La plupart (88,3 % en 2000) des musulmans de Suisse ne sont pas des citoyens suisses. Sur les 11,7 % (36 481 personnes) avec la nationalité suisse (0,5 % de la population totale), 7,7 % sont naturalisés et 3,9 % ont obtenu la nationalité suisse à la naissance.
La plupart des musulmans de Suisse proviennent d'ex-Yougoslavie (56,4 %, en particulier de Bosnie-Herzégovine, du Kosovo, de Macédoine, du Sandjak) et de Turquie (20,2 %).

### Conversion
10 000 des 400 000 musulmans vivant en Suisse seraient des convertis[réf. nécessaire]. Selon Susanne Leuenberger, spécialiste des religions, « dans la majorité des cas, c’est par amour que ces gens ont fait le pas ». Elle souligne également l'importance des conversions au sein des couples.
Au cours du XXe siècle et jusqu'à aujourd'hui, de nombreux suisses se sont tournés vers l'islam soufi dans leur quête spirituelle et métaphysique. Parmi les convertis les plus influents, on peut citer :
- Frithjof Schuon, écrivain et fondateur de la tariqa Maryamiyyah, critiqué par certains[6], loué par d'autres[7] ; il eut pour disciples :
- Titus Burckhardt, auteur de nombreux ouvrages sur le soufisme, le symbolisme et l'art[8] ;
- Léo Schaya, essayiste sur la kabbale et le soufisme[9].

## Répartition
La plus grande concentration de musulmans se trouve en Suisse alémanique. Les cantons ayant plus de 5 % de musulmans sont, selon le recensement de 2001 :
- 6,72 %   Canton de Bâle-Ville
- 6,50 %   Canton de Glaris
- 6,13 %   Canton de Saint-Gall
- 5,94 %   Canton de Thurgovie
- 5,80 %   Canton de Schaffhouse
- 5,39 %   Canton de Soleure
- 5,33 %   Canton de Zurich

## Lieux de culte

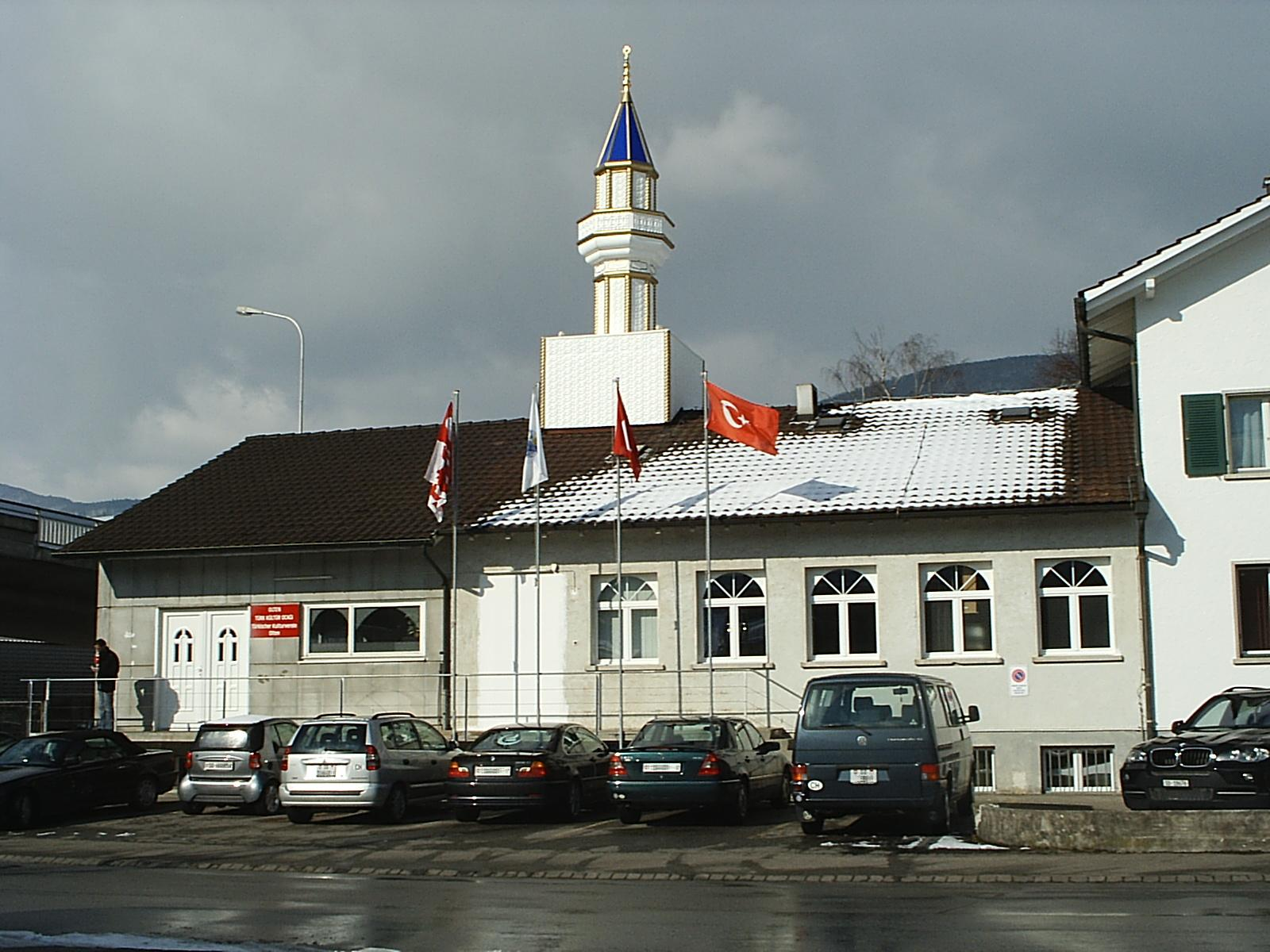
Mosquée du centre culturel turc à Wangen bei Olten.

On comptait en 2009 environ 200 mosquées en Suisse dont 4 dotées de minarets.
Une votation du 29 novembre 2009 demande et obtient l'interdiction de la construction d'autres minarets.
Le parlement bâlois a accordé le 17 octobre 2012 la reconnaissance cantonale à la communauté alévie.